# Col du Paradis
Le col du Paradis est un col routier du massif des Corbières sur la commune d'Albières, dans le département de l'Aude.

## Accès
Le col est sur la D 613 qui va de Narbonne à Ax-les-Thermes, environné par la forêt domaniale de Rialsesse.

## Topographie
Le col se situe à 626 m d'altitude, entre Mouthoumet et Arques.
La montée à l'est par la D 613 depuis le pont de l'Orbieu (vallée de l'Orbieu) est longue de 6,6 km avec un dénivelé de 262 m, soit une pente moyenne de 4,0 %.
La montée à l'ouest par la D 613 (croisement avec la D 14) depuis Serres (vallée de la Sals) est longue de 12,4 km avec un dénivelé de 363 m, soit une pente moyenne de 2,9 %.

## Histoire
Déodat Roché, qui fut magistrat, élu local, imprégné d'ésotérisme, fondateur des Cahiers des études cathares, avait fait construire près du col, au lieu-dit l'Estagnol et en pleine forêt, un bâtiment destiné aux études ésotériques.

## Cyclisme
Situé sur le parcours de la 14e étape du Tour de France 2005 et classé en 3e catégorie, il a été franchi en tête par Juan Manuel Gárate.